# 이타가와정
이타가와정(飯田川町)은 아키타현 미나미아키타군 중앙부에 위치했던 정이다. 아키타현에서 가장 작은 마을이었다.
2005년 3월 22일 유자와시 및 오가쓰군 오가세촌과 합쳐져 새로운 유자와시의 일부가 되었기 때문에 폐지되었다.

## 역사
죠몬 조기때부터 개척해온 마을로 추정되며  878년 데와 국 아키타 군 쓰미무라 촌역이었던 이다 강, (겐케이 2년) 겐케이의 난, 대지진과 냉해로 서민들의 생활은 궁핍했지만 아키타 성지 료잠 근처의 세금 징수가 어려움에 처하자 미나미아키타 군 일대와 요네시로 강 유역의 토착민들이 반란을 일으켰다. 아키타 성을 불태우고 유모노 강 이북의 독립을 요구했으나 조정 측은 적진압에 나서 국·군에서 관리하는 비축미를 방출하면서 비로소 진정되었다.
전국시대인 안도 유키가 쓰치자키 미나토 성주를 비릇해, 미우라 모리나가가 이 지역을 다스렸다. 
초대 아키타 번주 사타케 요시노부가 이다가와 정 시모아마가와 지구에 매사냥 휴소를 마련하고 본진으로도 활용함으로써 저택을 분할한 마을 만들기가 이루어진다.또, 하슈 가도의 슈쿠바 마을로 번창하였다. 아부카와 시가 열리고 바다·가타의 생선, 채소가 장사되며 전국적으로 유명한 마이치도 열려 아키타 번뿐만 아니라 여러 나라 다이묘, 막부에서도 매매하러 와서 붐볐다.
1975년대 국가 프로젝트인 하치로가타 간척 사업이 시작되면서 간척 사업에 의한 건설 특수가 일어난다.
2005년 3월 22일에 쇼와 정, 덴노 정과 합병해 가타가미 시가 되었다.

### 연혁
- 1889년 4월 1일 - 정촌제 시행과 수반해 이타가와촌이 성립하였다.
- 1935년 1월 10일 - 정으로 승격하였다.
- 1956년 9월 30일 - 도요카와촌, 쇼와정과 합병해 쇼와정이 성립하였다.
- 2005년 3월 22일 - 덴노정, 이타가와정, 쇼와정과 합병해 가타가미시가 되었다.

## 교통

### 철도
- 동일본 여객철도 오우 본선

### 도로
- 국도 7호선
- 국도 285호선 (대부분 7호선과는 중복)